# Заволочицы
Заволочицы (бел. Завалочыцы) — агрогородок в составе Заволочицкого сельсовета Глусского района Могилёвской области Республики Беларусь.

## История
История деревни известна с самых первых лет её существования. Заволочицы появились на карте в 1896 году благодаря тому, что инженер Иосиф Жилинский, известный своими экспедициями по осушению болот, проводил в этих местах мелиоративные работы. Жилинский построил дворец и спиртзавод.

## Население
- 1999 год — 695 человек
- 2009 год — 474 человека

## Достопримечательность
- Усадебный дом Жилинских